# Aloha from Hawaii Via Satellite
Aloha from Hawaii Via Satellite es el cuadragésimo octavo álbum y el quinto álbum en directo del músico y cantante estadounidense Elvis Presley, publicado por la compañía discográfica RCA Victor en febrero de 1973. El disco, el segundo álbum doble en la carrera de Presley después de From Memphis to Vegas/From Vegas to Memphis, supuso uno de los mayores éxitos del músico en la década de 1970 al llegar al primer puesto en las listas de discos más vendidos de Canadá, Estados Unidos y el Reino Unido. 
A pesar de ser promocionado como el primer concierto retransmitido vía satélite, la retransmisión en los Estados Unidos se retrasó hasta el 4 de abril. Fue visto por televisión en 36 países del mundo con una audiencia estimada de 1500 millones de espectadores tratándose a su vez del concierto más costoso hasta ese momento con un monto de U$S 2.5 millones. El álbum además, fue el primer álbum con sonido cuadrafónico en llegar al primer puesto en la lista Billboard 200. 
El álbum contiene todas las interpretaciones en directo del especial televisivo, pero omite las cinco canciones grabadas el 14 de Enero después del segundo concierto y que fueron incluidas en la emisión original, posteriormente publicadas en el álbum Mahalo from Elvis. El álbum también omite la breve introducción de Presley anunciando que el concierto es a beneficio de la Kui Lee Cancer Fund.
Aloha from Hawaii Via Satellite es uno de los álbumes más exitosos de la carrera de Elvis. Se certificó disco de oro en febrero de 1973, con un doble disco de platino en mayo de 1988, triple disco de platino en julio de 1999 y finalmente quíntuple disco de platino en 2002 por la RIAA.  También fue certificado como doble platino en Canadá por la .Canadian Recording Industry Association.  Supuso la última banda sonora de Presley publicada en vida del artista: posteriores álbumes como el especial televisivo Elvis in Concert y el documental This is Elvis fueron lanzados de forma póstuma.

## Lista de canciones
| Cara A |                           |                 |          |  |
| N.º    | Título                    | Escritor(es)    | Duración |  |
| 1.     | «Also sprach Zarathustra» | Richard Strauss | 1:11     |  |
| 2.     | «See See Rider»           | Traditional     | 2:27     |  |
| 3.     | «Burning Love»            | Dennis Linde    | 3:09     |  |
| 4.     | «Something»               | George Harrison | 3:28     |  |
| 5.     | «You Gave Me a Mountain»  | Marty Robbins   | 3:15     |  |
| 6.     | «Steamroller Blues»       | James Taylor    | 3:04     |  |

| Cara B |                               |                                            |          |  |
| N.º    | Título                        | Escritor(es)                               | Duración |  |
| 1.     | «My Way»                      | Claude François, Jacques Revaux, Paul Anka | 3:58     |  |
| 2.     | «Love Me»                     | Jerry Leiber y Mike Stoller                | 1:53     |  |
| 3.     | «Johnny B. Goode»             | Chuck Berry                                | 1:42     |  |
| 4.     | «It's Over»                   | Jimmie Rodgers                             | 2:08     |  |
| 5.     | «Blue Suede Shoes»            | Carl Perkins                               | 1:15     |  |
| 6.     | «I'm So Lonesome I Could Cry» | Hank Williams                              | 2:15     |  |
| 7.     | «I Can't Stop Loving You»     | Don Gibson                                 | 2:25     |  |
| 8.     | «Hound Dog»                   | Jerry Leiber y Mike Stoller                | 0:55     |  |

| Cara C |                                         |                               |          |  |
| N.º    | Título                                  | Escritor(es)                  | Duración |  |
| 1.     | «What Now My Love»                      | Gilbert Bécaud, Carl Sigman   | 3:15     |  |
| 2.     | «Fever (canción de Little Willie John)» | John Davenport , Eddie Cooley | 2:47     |  |
| 3.     | «Welcome to My World»                   | John Hathcock, Ray Winkler    | 1:53     |  |
| 4.     | «Suspicious Minds»                      | Mark James                    | 4:26     |  |
| 5.     | «Introductions by Elvis»                | —                             | 1:41     |  |

| Cara D |                                                  |                                                                                |          |  |
| N.º    | Título                                           | Escritor(es)                                                                   | Duración |  |
| 1.     | «I'll Remember You»                              | Kui Lee                                                                        | 2:33     |  |
| 2.     | «Long Tall Sally»/«Whole Lotta Shakin' Goin' On» | Robert Blackwell, Sunny David, Enotris Johnson, Richard Penniman, Dub Williams | 2:08     |  |
| 3.     | «Trilogía Americana»                             | Mickey Newbury                                                                 | 2:31     |  |
| 4.     | «A Big Hunk O’Love»                              | Aaron Schroeder, Sidney Wyche                                                  | 1:56     |  |
| 5.     | «Can't Help Falling in Love»                     | George Weiss, Hugo Peretti, Luigi Creatore                                     | 2:54     |  |

| Temas extra (reedición de 1998) |                               |                                        |          |  |
| N.º                             | Título                        | Escritor(es)                           | Duración |  |
| 1.                              | «Blue Hawaii»                 | Ralph Rainger, Leo Robin               | 7:55     |  |
| 2.                              | «Ku-U-I-Po»                   | Weiss, Peretti, Creatore               | 1:55     |  |
| 3.                              | «No More La paloma (canción)» | Don Robertson, Hal Blair               | 7:26     |  |
| 4.                              | «Hawaiian Wedding Song»       | Al Hoffman, Dick Manning, Charles King | 1:56     |  |
| 5.                              | «Early morning rain»          | Gordon Lightfoot                       | 2:54     |  |

## Posición en listas
| País           | Lista                             | Posición |
| -------------- | --------------------------------- | -------- |
| Alemania       | Offizielle Top 100                | 38       |
| Australia      | Australia Goset                   | 10       |
| Canada         | Canada Top Albums                 | 1        |
| Estados Unidos | Billboard Pop Albums              | 1        |
| Estados Unidos | US Cash Box                       | 25       |
| Estados Unidos | US Top Country Albums (Billboard) | 1        |
| Holanda        | Album Top 100                     | 49       |
| Noruega        | VG Lista                          | 7        |
| Reino Unido    | UK Albums Chart                   | 1        |
| Suiza          | Hitparade                         | 10       |

## Álbum alternativo
Elvis había ofrecido el día 12 de Enero un concierto previo a modo de ensayo, también en el Centro Internacional de Honolulu donde iba a llevarse a cabo el recital del día 14 de ese mismo mes. El concierto se llevó a cabo ante una audiencia de 6.000 personas a las 9:00 PM y fue grabado. También se hicieron ensayos de varios de los temas del álbum Blue Hawaii y del tema Early Morning Rain que junto al concierto del día 12 se compilaron y editaron en un álbum conocido como The Alternate Aloha en 1988. 